# Rosenus pendulus
Rosenus pendulus är en insektsart som beskrevs av Hamilton och Ross 1975. Rosenus pendulus ingår i släktet Rosenus och familjen dvärgstritar. Inga underarter finns listade i Catalogue of Life.